# 麦卡洛克诉马里兰州案

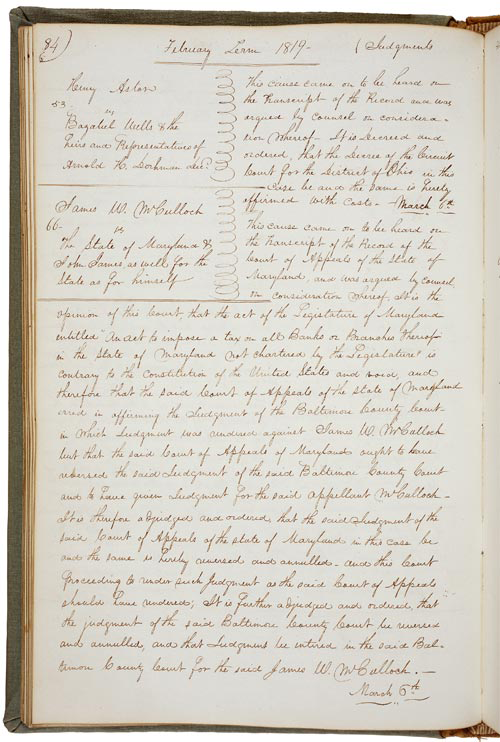
本案判决手稿

麦卡洛克诉马里兰州案（17 U.S. 316 (1819)）是美国最高法院的一个著名案例。马里兰州向美国第二银行在该州的分行征收税款来试图阻止其运转。该州法案虽然写明适用于一切未经该州许可的银行，但实际上仅美国第二银行的分行符合条款所述，故该法案在法庭上被认为是专门针对美国第二银行。法庭援引宪法中必要且合适条款说明国会有权通过有关未列入宪法却合宪的法案。
这一基本事例依如下两项原则：
1. 宪法授予国会含蓄默示权使其能够履行宪法赋予的权利，组建功能完备的政府。
2. 州政府无权立法阻止联邦政府行使合宪权利的行为。

本案的最终裁决由首席大法官约翰·马歇尔撰写。

## 背景

### 银行的成立
尽管联邦政府早已宣告成立，而其成立原因之一是为了统一国内市场一致对外，但原先的13个州仍然维持着某种半独立的状态，在争夺利益时往往以本州利益为优先考量而忽视联邦利益。为了维持联邦政府的正常运转，时任财政部长的亚历山大·汉密尔顿依英国制度，提出建立一个中央银行。而民主共和党人托马斯·杰斐逊和詹姆斯·麦迪逊均以宪法没有授权强烈反对该行成立。汉密尔顿便援引必要且合适条款，并且说明宪法中不仅具有明示的权利，也有默许的权利，以此说服华盛顿总统批准其《关于建立国家银行的报告》。由于国会只颁给美国第一银行20年的特许状，1811年便遭到废弃。国内尚未统一的货币，国内市场形同虚设，货币流通不畅，经济不景气，而1812年战争更是让美国经济雪上加霜，联邦财政又一次陷入窘境。与此同时，民主共和党中以亨利·克莱为首的国家共和主义者兴起。他们摒弃了杰斐逊共和宪政的模式，而是鼓吹美国体系，强调用国家资金兴建基础设施、开发资源以振兴工商业。他们要求恢复国家银行，行使发行货币的职能，并借此来补贴工商业。虽然杰斐逊认为这些观点只会破坏美国人的平等，并制造肥缺，让投机者有机可乘。但国家共和主义者却引用当年汉密尔顿的观点，即宪法也赋予政府征税和为人民福祉花费的权利。几轮争辩后，民主共和党掌权的联邦政府最后沿袭联邦党人的做法，批准设立美国第二银行，并颁发20年的特许状。虽然该行具有发行货币及代理国库之权，其五分之四的股份掌握在私人手中，主要的业务也由私人运营，难以称之为政府银行。

### 矛盾和审判
第二银行在宾夕法尼亚州的费城开业后，逐步扭转了国内市场的混乱，但惹怒了此前发行货币及征税的各州银行。而各州出于维护自身利益，均出台不同程度的政策限制第二银行，而马里兰尤甚。马里兰州规定未经该州议会核准的银行，需每年向州政府缴纳1.5万美金的税款，并在其发出的所有票据上，贴上该州印花并依此缴税，否则将禁止营业。
尽管法案已出，但银行拒不交税，且在1818年春安排分行出纳员詹姆斯·麦卡洛克交付给分行主管一批未贴印花的纸币，随后发行流通。马里兰州政府随即控诉麦卡洛克违反税法，马里兰州地方法院受理此案后，判决麦卡洛克败诉并罚款100美金。麦卡洛克不服，上诉至马里兰州上诉法院，上诉法院维持原判。在麦卡洛克的要求下，上诉法院提请最高法院下达错案复审令，并重新审理此案。
接到此案后，首席大法官马歇尔察觉此案的重要性，便容许双方各派3名律师。麦卡洛克（美国第二银行）一方派出威廉·平克尼、威廉·沃特和丹尼尔·韦伯斯特。马里兰州一方则派出已路德·马丁为首的律师团。
在庭辩中，路德·马丁的论述尤为出彩。他认为宪法应当准从制定者的解释。作为制宪会议的参与者，马丁认为含蓄默示权并非合理解释，所以国会不能行使宪法没有赋予的权利，即组建美国第二银行。即便所谓的含蓄默示权存在并且国会可以组建银行，那么各州在其境内征税之权也是理所应当，合理合法。马丁甚至援引首席大法官马歇尔作为制宪会议代表提出的与“各州可以自由征收除关税以外的任何税项”相似的观点。

## 高院裁决

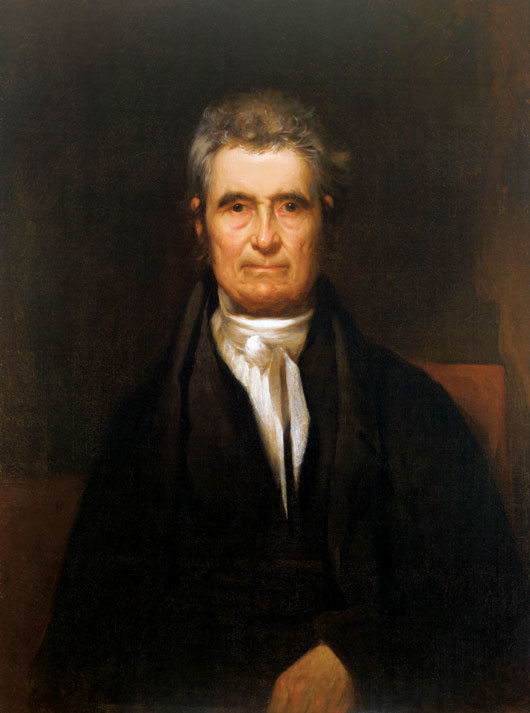
首席大法官马歇尔

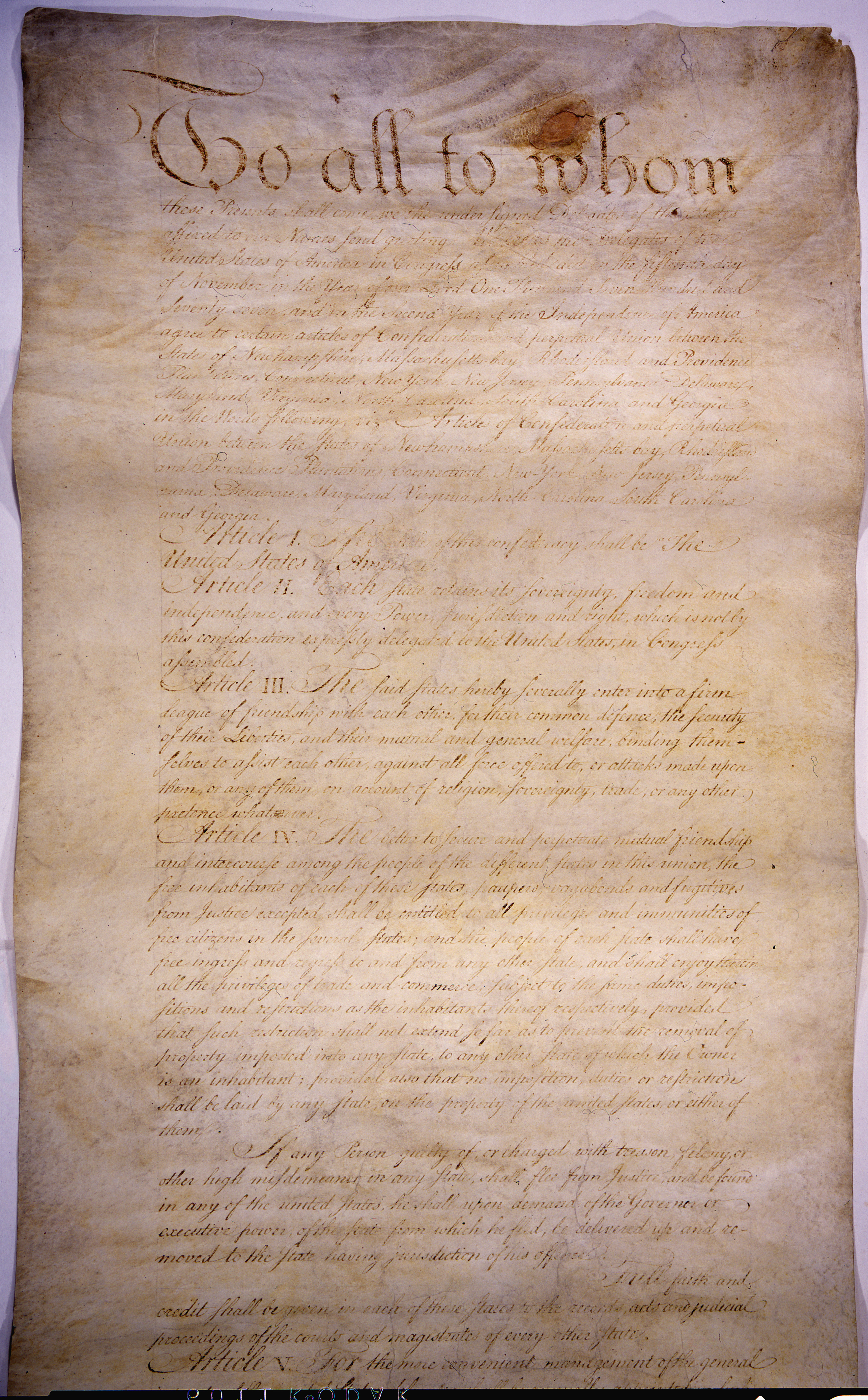
邦联条例

最高法院最终以7－0多数推翻州法院的判决，以下为本案的关键问题。

### 主权是否在民
在关于各州是否分别拥有主权，或是国家主权属全美利坚合众国人民共有的问题上，马里兰州律师团提出杰斐逊的论据。杰斐逊称联邦政府的权利来自各州，而后者则是唯一拥有主权的实体，所以联邦政府所行使的权利需尊从拥有主权且唯一的各州。首席大法官马歇尔首先推翻了1798年和1799年肯塔基州和弗吉尼亚州两州关于州权为主的邦权理论的决议。他指出，美国的宪法表面上是各州议会批准的，但实质上是各州人民选举出来能够代表各州人民意愿的议会批准的，也就是美国宪法实际上并非各州赋予，而是全体美国人民所赋予。而联邦政府不论从内容上还是形式上都是人民决定出来的，权利既为人民所赋，必为人民福祉而服务。各州的确拥有一定的主权，但联邦政府具有最高的地位，当与联邦的主权相冲突时，各州的主权必须服从联邦主权。马歇尔的这段论述从根本上动摇了“州权至上”的理论。

### 联邦银行的合法性
而联邦银行的建立是否合法，马里兰州据整杰斐逊和弗吉尼亚州对成立美国第一银行法案的反对和抗议。根据美国宪法第10条修正案，未授予联邦政府的权利由各州保留，且各州拥有对其境内商业管辖之权。不仅银行作为一个商业机构理应受到各州的监管，而且美国宪法也未赋予政府组建此类银行的权利。即使含蓄默示权在理，但美国第二银行的组建并非其行政之必要。若联邦需要国家银行保证其行使宪法所赋之权，那就无法解释在1811年至1816年长达四年间国家银行并不存在而联邦政府依然能够运行正常。
对此，马歇尔解释道，尽管联邦政府只是宪法规定的权利部门之一，尽管联邦政府只能行使宪法所赋之权，但美国宪法相比于其前身邦联条例，并没有将排除附带权和含蓄默示权的条款列入，也就间接地支持了含蓄默示权的存在。此外，马歇尔强调宪法仅仅使一部描绘出政府轮廓的大纲性文件，列举出来了也仅仅是极为重要的权利，而其他权利，则可依宪法推出。马歇尔同时指出，宪法赋予了联邦政府征税、发行国债、组建军队和宣战等符合国家基本利益的权利，那么国会就有权执行一切必要且合适的法律手段行使上述涉及的权利，由此可见，美国第二银行的存在合理合法。
而就马里兰州一方对银行存在的质疑，马歇尔依次做出了对必要且合理条款更具体的解释。他说必要并非是物质上绝对的需要，也并非当一件事情对另一件事情必要，没有前者就没有后者。对于必要的理解，应当是当一件事对另一件事有用或方便或是一种基本的形式或部分，那么就可以被称为必要。马歇尔解释道人类语言中，单个词汇在不同语境下表达的含义不会是相同的，那么在定义这些多意词汇的准确含义时，理应缓和其含义，用通常的用法来解释含义。他也提醒到，在解释法律条款中的词语时，无比需要考虑到相关的主题、语境和使用者的意念。

### 州征税权的合法性
马歇尔援引宪法第六条：宪法和联邦法律均为全国最高法律。各州之征税权虽合法且不可侵犯，但当行使该权利与联邦法律相冲突时，因受制于宪法。如果各州均对联邦政府机构－国家银行具有征税权，那么各州也就对联邦政府的其他机构如海关和法院征税，便正如韦伯斯特所说，州所拥有的权利将造成毁灭性的打击，并粉碎美国人民赋予政府的一切职能，也就违背了美国人民的意愿，破坏了宪法的执行。因此，各州无权以任何诸如征税的行使阻止、拖累、妨碍或以任何形式控制或操纵国会为行使已授予联邦政府之权利而制定的合宪法律的实施，因此马歇尔宣布马里兰州的征税行为违宪。

### 含蓄默示权
马歇尔在最终判决书中写道，一个联邦政府固然受到宪法的限制，但拥有最高的行动范围。此外，他还写到，政府的权利受到宪法的限制是无可否认没有争议的，这种限制无法逾越。但对于宪法的正确解释，因该基于联邦的立法机构具有一定的、行使宪法所赋予的权利时具有任意性，从而依最利于人民的方式履行其崇高的职责。当目的合法，并于宪法约束之内，那么凡适当且必要的一切行为，若未曾禁止，并于宪法精神一致，便合乎宪法。
在论述过程中，马歇尔从联邦政府运作的各个方面举证，说明含蓄默示权的重要。其中他提出在联邦政府建立邮局和邮路的权利上，必然包括了邮局间的信件来往过程中运输的权利，和惩罚偷盗邮件行为的权利。但是上述提及的权利，对于建立邮局和邮路均非必要，但实际上却是必不可少。那么，含蓄默示权实际上成为了联邦政府行政时必要的条款，来推断出合理的权利。

## 后续影响

### 意义
马歇尔的判决不仅解释和践行了宪法第6条最高条款和第1条第8款第18项的必要且适当条款。马歇尔在写给同僚的信中提到，如果马里兰州的观点称为各州之间的主流意识，那么联邦就会倒退回从前的邦联。马歇尔也认为必要且适当条款放在第8款而非限制国会的第9款，其意义便是为了扩大议会行使其授权的能力。

### 争议
判决结果引起了各州的不满，他们认为美国第二银行是一个商业性机构，外带为政府服务而已，因为在该银行3500万美元的资本和董事会席位中，私人均占80％的份额。俄亥俄州更是无视高院判决，依旧向当地的分行收税，甚至指派收税官从银行柜台中“抢”走10万美元。

#### 批评
判决结束后，大量的批评文章纷纷涌现，以《里奇蒙探寻报》为最。其中一位笔名阿穆菲克提安（Amphictyon）的作者批评了马歇尔判决意见的宽泛度。他认为如果美国政府的权利为人民赋予而不考虑州在美国政治中的独特性，那么就形成了一种不合理的情况，即当大多数人民批准宪法时，宪法变开始生效并约束少数派，尽管部分少数派是以州为单位的。但是州在美国独立前始终是一个相对独立的政治实体，在未经该州的批准下，宪法并不能约束该州，即便为最小的州。
马歇尔为了应对来自司法界极具专业性的批评，他使用“联邦之友”和“宪法之友”的笔名在报纸上刊发大量反驳的文章，进一步解释他对联邦和宪法的认识。一些支持州权的人士尤其厌恶马歇尔对从宽解释和含蓄默认权的阐述，杰斐逊甚至鼓动公众反对判决，而批准成立美国第二银行的前总统麦迪逊也对马歇尔的判决不满。麦迪逊虽然支持那些加强联邦政府的高院判例，但他认为马歇尔将普遍和抽象的原则运用到某个具体的案子中并非明智之举。但他认为真正危险的是，马歇尔对宪法的解释方式会打破原有的政治平衡，消除手段和目的之间的联系，最终使得国会立法不再慎重，而更是无法有效地限制国会。
但是大量的批评者在攻击高院判决中未判银行违法时，忽略了他们的批评恰好证明了高院有权判决银行合宪。而且在三权分立的体制下，高院拥有推翻议法案的权利，那么自然而然就有否决州法案的权利。当高院拥有这些权利的同时，也就同时拥有了使用该权利的自由裁量权。

#### 其他反应
1820年，弗吉尼亚州议会通过决议，表示对本案最严重的抗议，并提议组建一个新的法院来解决涉及宪法的各州政府于联邦政府权利的关系。1832年，安德鲁·杰克逊总统否决了国会提出的延长美国第二银行经营权的提案，该行就此成为一家普通的银行。

### 长远影响
马歇尔的联邦至上的原则阐述使得国会在立法时几乎没有任何限制，联邦机构的权限也大大增加。但各州尤其是南方各州州权意识强盛，这一复杂的问题引发了美国内战，而战争却也解决了这个困扰政府数十年问题。正是基于必要且适当条款的，1912年美国联邦银行储备系统建立，称为美国永久性的中央银行。而联邦政府对经济的干涉也越来越深，最明显的例子便是罗斯福新政。联邦政府悄无声息地早已触及了人们生活的各个方面。联邦政府及其下属机构也日益庞大，最终行政系统臃肿不堪，由此出现了以“政府不能解决问题，政府就是问题”为核心的里根革命。

## 脚注
1. ↑  任东来、陈伟等 (2004年)，第58－61页
2. ↑  王希 (2000年)，第166－167页
3. ↑  任东来、陈伟等 (2004年)，第61页
4. ↑  任东来、陈伟等 (2004年)，第61－61页
5. ↑  任东来、陈伟等 (2004年)，第62－63页
6. ↑  任东来、陈伟等 (2004年)，第63－64页
7. 1 2 3 4  王希 (2000年)，第182页
8. ↑  任东来、陈伟等 (2004年)，第64－65页
9. ↑  任东来、陈伟等 (2004年)，第65页
10. ↑  任东来、陈伟等 (2004年)，第65－66页
11. ↑  保罗·布莱斯特等 (2002年)，第25页
12. ↑  任东来、陈伟等 (2004年)，第66－67页
13. ↑  (17 U.S. 405 （页面存档备份，存于）(1819年))
14. ↑  (17 U.S. 420 （页面存档备份，存于）(1819年))
15. ↑  保罗·布莱斯特等 (2002年)，第26页
16. ↑  任东来、陈伟等 (2004年)，第67页
17. 1 2  任东来、陈伟等 (2004年)，第68页
18. ↑  保罗·布莱斯特等 (2002年)，第30页
19. ↑  The Oxford Guide to United States Supreme Court Decision. NY. Oxford University Press. 1999. P184
20. ↑  罗伯特·麦克洛斯基 (2005年)，第52页
21. ↑  任东来、陈伟等 (2004年)，第69页
22. ↑  任东来、陈伟等 (2004年)，第69-70页

## 扩展阅读
- Jean Edward Smith, John Marshall: Definer Of A Nation, New York: Henry Holt & Company, 1996.
- Jean Edward Smith, The Constitution American Foreign Policy, St. Paul, MN: West Publishing Company, 1989.
- Karen O'Connor, Larry J. Sabato, "American Government: Continuity and Change," New York, Pearson, 2006.
- Tushnet, Mark. . Boston: Beacon Press. 2008: 17–30. ISBN 9780807000366.